# Challenger WTA de Antalya 2025
El Megasaray Hotels Open 2025 fue un torneo de tenis perteneció a la WTA 125K series 2025 en la categoría WTA 125s. El torneo tuvo lugar en la ciudad de Antalya (Turquía), desde el 17 de marzo hasta el 23 de marzo de 2025 sobre pista de tierra batida al aire libre.

## Cabezas de serie

### Individuales femenino
| Tenista             | Ranking | Preclasificada |
| Emiliana Arango     | 80      | 1              |
| Diane Parry         | 90      | 2              |
| Arantxa Rus         | 92      | 3              |
| Jil Teichmann       | 98      | 4              |
| María Lourdes Carlé | 103     | 5              |
| Anca Todoni         | 105     | 6              |
| Nuria Párrizas      | 106     | 7              |
| Wei Sijia           | 117     | 8              |

- Ranking del 3 de marzo de 2025.

### Dobles femenino
| Tenista                           | Ranking | Preclasificada |
| Yvonne Cavallé Angelica Moratelli | 144     | 1              |
| Nao Hibino Makoto Ninomiya        | 160     | 2              |
| Magali Kempen Maia Lumsden        | 178     | 3              |
| Amina Anshba Elena Pridankina     | 188     | 4              |

## Campeonas

### Individuales femeninos
Anca Todoni venció a  Leyre Romero por 6–3, 6–2

### Dobles femenino
Maja Chwalińska /  Anastasia Dețiuc vencieron a  Jesika Malečková /  Miriam Škoch por 4–6, 6–3, [10–2]